# Pandan Indah
Pandan Indah is een bestuurslaag in het regentschap Centraal-Lombok van de provincie West-Nusa Tenggara, Indonesië. Pandan Indah telt 4213 inwoners (volkstelling 2010).